# レキシントンの幽霊 (小説)
「レキシントンの幽霊」（レキシントンのゆうれい）は、村上春樹の短編小説。

## 概要
| 初出     | 『群像』1996年10月号                           |
| 収録書籍 | 『レキシントンの幽霊』（文藝春秋、1996年11月） |

雑誌に掲載されたものはショート・バージョン。短編小説集『レキシントンの幽霊』（文藝春秋）にはロング・バージョンが収録された。
なお著者は本短編発表の10年前、『ハイファッション』1986年10月号に「チャールストンの幽霊」というエッセイを寄稿し、そこで次のように書いている（チャールストンはサウスカロライナ州にある都市）。
「チャールストンの町で幽霊の出ない旧家をみつけるのは至難の業だ――とモノの本にある。」「僕の泊まった旅館にもちゃんと幽霊が出る。僕はあとになってそれを『チャールストンの幽霊』という本で知った。」。
『精選現代文』（大修館書店）、『新編現代文』（三省堂）、『高等学校現代文』（三省堂）、『精選 現代文B』（三省堂）などの国語教科書に採用された。

## あらすじ
マサチューセッツ州ケンブリッジに2年ばかり住んでいたときに、「僕」は一人の建築士と知り合いになった。名前はかりにケイシーとしておく。ケイシーはボストン郊外のレキシントンの古い屋敷に、ジェレミーという名のピアノの調律師と一緒に暮らしていた。英語に翻訳された「僕」の短編小説を読んで、ケイシーは編集部を通して手紙を書いてきた。「僕」と会いたいとのことだった。普通そのようにして人に会うことはないのだが、ケイシーには会ってみてもいいと思った。彼に個人的関心を持った最大の理由は、彼が古いジャズ・レコードの見事なコレクションを所有しているというところにあった。
知り合って半年ばかりあとのこと、「僕」はケイシーの家の留守番を頼まれた。仕事の都合でどうしても1週間ほどロンドンに行かなくてはならないとのことだった。ジェレミーはウェスト・ヴァージニアに住んでいる母親の具合が悪く、そのため少し前からそちらに帰ってしまっていた。
留守番の初日。時計が11時をまわり、いつものようにだんだん眠くなってきたので、二階にある客用の寝室に入った。
深夜、1時15分に目が覚める。誰かが下にいる。廊下に出ると、音はもっとはっきり聞こえた。グラスがふれ合う、ちりんちりんというかろやかな音が響いた。たぶん踊っているものもいるのだろう。彼らはおそらく変な種類の人々ではあるまいと「僕」は推測し、階段を玄関ホールまで降りていった。